# Terri Edda Miller
Terri Edda Miller (* 13. März 1966 in Denver) ist eine US-amerikanische Drehbuchautorin und Filmproduzentin.

## Leben
Miller wurde in Denver geboren. Sie gewann 1992 mit dem Drehbuch Bedwarmer die Nicholl Fellowship der Academy of Motion Picture Arts and Sciences. Gemeinsam mit ihrem Ehemann, dem Drehbuchautor Andrew W. Marlowe, produzierte und schrieb sie die Fernsehserien Castle (2009–2016), Take Two (2018) und The Equalizer (seit 2021).
Miller ist seit 1997 verheiratet und hat zwei Kinder.

## Filmografie (Auswahl)
- 2009–2015: Castle (Fernsehserie)
- 2018: Take Two (Fernsehserie, Schöpferin)
- seit 2021: The Equalizer (Fernsehserie)